# Chiesa di Sant'Eusebio (Berzo Demo)
La chiesa di sant'Eusebio è la parrocchiale di Berzo, frazione-capoluogo del comune sparso di Berzo Demo, in provincia e diocesi di Brescia; fa parte della zona pastorale dell'Alta Val Camonica.

## Storia
La primitiva cappella di Berzo è attestata a partire dal Trecento ed era all'origine filiale della pieve di San Siro di Cemmo.
Nel 1580, durante la sua visita pastorale, l'arcivescovo di Milano Carlo Borromeo ordinò che la cappella venisse ricostruita; così, nel XVII secolo la chiesa fu interessata da un intervento di rifacimento grazie all'interessamento del vescovo di Brescia Marino Zorzi.
L'edificio venne poi restaurato nel Settecento; negli anni sessanta, in ossequio alle norme postconciliari, si provvide a collocare nel presbiterio il nuovo altare postconciliare rivolto verso l'assemblea e l'ambone.

## Descrizione

### Esterno
La facciata a capanna della chiesa, rivolta a ponente e suddivisa in due ordini da una cornice marcapiano, presenta al centro il portale d'ingresso in pietra di Sarnico, costruito nel 1691, mentre sopra si apre una finestra; a coronare il prospetto v'è un timpano mistilineo, in cui si legge la scritta "DOM".
Annesso alla parrocchiale è il campanile a base quadrata, la cui cella presenta su ogni lato una monofora ed è coperta dal tetto a quattro falde.

### Interno
L'interno dell'edificio si compone di un'unica navata, sulla quale si affacciano le cappelle laterali e le cui parete sono scandite da lesene, sorreggenti il cornicione aggettante, sopra cui si imposta la volta; al termine dell'aula si sviluppa il presbiterio di forma rettangolare.
Qui sono conservate numerose opere di pregio, tra le quali due portaletti di scuola fantoniana, la statua con soggetto Sant'Eusebio, l'altare maggiore, costruito da Pietro Ramus, e un'ancona realizzata da Giovanni Battista Zotti.